# Distretto di Carabayllo
Il distretto di Carabayllo (spagnolo: Distrito de Carabayllo) è un distretto del Perù che appartiene geograficamente e politicamente alla provincia e dipartimento di Lima.